# Walter Frederick Gale
Walter Frederick Gale (* 27. November 1865 in Paddington (New South Wales); † 1. Juni 1945 in Waverly (New South Wales)) war ein australischer Banker und Astronom.

## Leben
Gales Karriere als Banker begann im Jahr 1888 bei der Savings Bank of New South Wales. 1897 wurde er Buchhalter und ab 1914 Manager. Nach seiner Pensionierung im Jahr 1925 war er Manager des Hoskins Investments Ltd bis 1938.
Gales Interesse an der Astronomie wurde von seinem Vater geweckt und 1882 mit dem Erscheinen des großen Kometen verfestigt. Er baute 1884 sein erstes Teleskop mit einem 18 Zentimeter großen Spiegel. Er wurde als Fellow der Royal Astronomical Society in London gewählt und besuchte Chile und die USA. Nach seiner Rückkehr nach Australien gründete er in New South Wales den Zweig der örtlichen British Astronomical Association und wurde für viele Jahre deren Sekretär und Präsident.
Gale entdeckte sieben Kometen, darunter den periodischen 34D/Gale. Nach Gale wurden auch noch die Kometen 1894 II und 1912 II benannt. Ferner entdeckte er einige Doppelsterne. 1892 beschrieb er im Rahmen seiner Marsbeobachtung Oasen und Marskanäle.
Gale starb während einer nächtlichen Beobachtung an einem Herzinfarkt im Alter von 79 Jahren.
Nach Gale wurde der Marskrater benannt, in dem 2012 der Marsrover Curiosity gelandet ist.

## Auszeichnungen
- Thomas Donovan Trust zweimal
- 1935 Jackson-Gwilt-Medaille der Royal Astronomical Society (für die Entdeckung von Kometen und seine Arbeit für Astronomie) in New South Wales